# Mir Hormisda
Mir Hormisda (em persa médio: 𐭌𐭕𐭓𐭉 𐭠𐭥𐭧𐭥𐭬𐭦𐭣; romaniz.: Mihr Hormizd; m. 628) foi um nobre iraniano da Casa de Surena. 

## Nome
Mir (Mihr) é a forma em persa médio e parta (𐭬𐭲𐭥), armênio (միհր) e georgiano (მიჰრ) do nome do deus Mitra (em avéstico: 𐬨𐬌𐬚𐬭𐬀, em persa antigo: 𐎷𐎰𐎼, Miθra), cujo nome significa "Sol, amor, amizade". Por sua vez, o teônimo Hormisda é a versão latina do persa médio Hormisde (𐭠𐭥𐭧𐭥𐭬𐭦𐭣; Hormizd), Ormasde (Ōhrmazd), Hormosde / Ormosde ((H)ormozd), Ormusde (Ormozd) ou Oramasde (Ohramazd), o nome da divindade suprema no zoroastrismo, cujo nome avéstico era Aúra-Masda (Ahura-Mazdāh). Foi registrao em persa antigo como Auramasda (Auramazdā), em grego como Hormisdas (Ορμίσδας, Ormísdas), Hormisdes (Ορμίσδης, Ormísdēs), Horomazes (Ωρομάζης, Oromázēs) e Hormisdates (Ορμισδάτης, Ormisdátēs), em árabe era Hormuz (هرمز), em armênio como Oramasde (Օրամազդ; Oramazd) e Ormisde (Որմիզդ, Ormizd) e em georgiano era Urmisde (ურმიზდი, Urmizd).

## Vida
Mir Hormisda pertencia à Casa de Surena, uma das casas dinásticas do Império Sassânida, e era filho de Merdasas, o paduspã de Ninruz, que mais tarde foi executado por ordem do xainxá Cosroes II (r. 590–628). Em 25 de fevereiro de 628, Cosroes foi derrubado por seu filho Cavades II (r. 628), e foi levado à prisão. Três dias depois, foi executado por Mir Hormisda, que procurou vingar a morte de seu pai. No entanto, após a execução, Cavades matou Mir Hormisda.